# Allocheilos cortusiflorus
Allocheilos cortusiflorus är en tvåhjärtbladig växtart som beskrevs av Wen Tsai Wang. Allocheilos cortusiflorus ingår i släktet Allocheilos och familjen Gesneriaceae. Inga underarter finns listade i Catalogue of Life.